# 히츠지분가쿠
히츠지분가쿠(일본어: 羊文学 Hitsujibungaku[*])는 일본의 3인조 혼성 록 밴드이다.

## 역사
기타 보컬을 맡고 있는 시오츠카 모에카가 고등학교 1학년 때인 2012년 처음 결성했다. 이후 멤버 변동을 거쳐 베이스 유리카, 드럼 후쿠다 히로가 가세해 지금의 형태에 이르렀다. 2019년 아시안팝스테이지 공연을 통해 처음 내한했고 이후 2023년 펜타포트 락 페스티벌, 2024년 단독공연을 통해 한국을 방문했다. 12 hugs (like butterflies) 앨범에 실린 More than words가 애니메이션 주술회전 2기 2쿨 엔딩곡으로 채택됐다. 히츠지분가쿠 공식 홈페이지를 통해 기존에 드럼을 맡던 후쿠다 히로아가 밴드 활동을 쉬게 됐다는 사실을 알렸다.

## 작품
- 若者たちへ (To the youth)
- Powers
- Our hope
- 12 hugs (like butterflies)